# 鳥取大学乾燥地研究センター
鳥取大学乾燥地研究センター（とっとりだいがくかんそうちけんきゅうせんたー、英称：Arid Land Research Center, Tottori University）は、鳥取県鳥取市にある鳥取大学所管の大学附置研究所であり、「乾燥地科学研究」の共同利用・共同研究拠点である。略称は「乾地研（かんちけん）」、「ALRC」。

## 概要
鳥取大学乾燥地研究センターは､1990年に全国共同利用施設として設立された、砂漠化や干ばつなどの乾燥地の諸問題に組織的に取り組む、日本唯一の研究機関である。乾燥地科学分野における共同利用・共同研究拠点として､砂漠化や干ばつ等の諸問題の解決および乾燥地における持続可能な発展に資する研究を推進している。

## 沿革
- 1923年 - 鳥取高等農業学校（現：鳥取大学農学部）に湖山砂丘試験地が設けられ、砂防造林の研究を開始する。
- 1949年 - 鳥取大学発足とともに浜坂砂丘の旧陸軍用地において砂丘地の農業利用の研究を開始する。
- 1958年 - 鳥取大学農学部附属砂丘利用研究施設の設置が認められ、農学部門が発足する。
- 1985年 - 鳥取県で開催された第40回国民体育大会に合わせて昭和天皇が施設に行幸[2]。
- 1990年 - 鳥取大学乾燥地研究センターに改組され、全国共同利用施設となる。
- 1995年 - 中核的研究機関支援プログラムの対象機関に選定される。
- 2002年 - 21世紀COEプログラムに採択される。
- 2007年 - グローバルCOEプログラムに採択される。
- 2009年 - 共同利用・共同研究拠点として認定される（2010年度〜2022年度（13年間））。

## 組織

### 研究組織
- 砂漠化対処領域
  - 緑化学分野
  - ダスト気候学分野
  - 微生物生態学分野
  - 気象学分野
  - 陸域炭素循環学分野
- 乾燥地農業領域
  - 分子育種学分野
  - 灌漑排水学分野
  - 植物生理生態学分野
  - 植物細胞遺伝学分野
- 気候変動対応領域
  - 保全情報学分野
  - 気候リスク管理学分野
  - 国際開発協力分野

## 大学院教育
乾燥地研究センターの教員は鳥取大学大学院持続性社会創生科学研究科および鳥取大学大学院連合大学院農学研究科において以下の専攻の教育を担当している。
- 修士課程
  - 国際乾燥地科学専攻
- 博士課程
  - 国際乾燥地科学専攻

## 所在地・交通アクセス
- 〒680-0001 鳥取県鳥取市浜坂1390
- JR鳥取駅北口バスターミナルから「十六本松」行き（路線番号：35・36H・37）で浜坂小学校前下車（所要時間：約25 - 30分）。その後徒歩で約20分。
- 国立大学法人鳥取大学湖山キャンパスから無料シャトルバスあり。[3]

## 参照
1. ↑  “鳥取砂丘：乾燥地研究に海外注目 干ばつや水不足対策で”. (2016年11月12日) 2017年1月26日閲覧。
2. ↑  原武史『昭和天皇御召列車全記録』新潮社、2016年9月30日、156頁。ISBN 978-4-10-320523-4。
3. ↑  “シャトルバス時刻表｜共同利用・共同研究拠点 国立大学法人 鳥取大学乾燥地研究センター”. www.alrc.tottori-u.ac.jp. 2020年2月7日閲覧。